# Jari De Busser
Jari De Busser (21 ottobre 1999) è un calciatore belga, portiere del Go Ahead Eagles.

## Carriera
È cresciuto nel settore giovanile del Lierse, dove ha debuttato l'8 ottobre 2017 nell'incontro di Tweede klasse pareggiato 1-1 contro il Tubize-Braine. Nell'estate del 2018 è stato acquistato dal Gent, dove non ha tuttavia debuttato nelle due stagioni successive. Nell'agosto del 2020 è passato al Lommel, dove ha giocato 60 incontri nell'arco di quattro stagioni.
Il 21 agosto 2024 ha firmato un triennale con il Go Ahead Eagles.

## Statistiche

### Presenze e reti nei club
Statistiche aggiornate al 7 febbraio 2025.
| Stagione        | Squadra         | Campionato      | Campionato | Campionato | Coppe nazionali | Coppe nazionali | Coppe nazionali | Coppe continentali | Coppe continentali | Coppe continentali | Altre coppe | Altre coppe | Altre coppe | Totale | Totale | Totale |
| Stagione        | Squadra         | Comp            | Pres       | Reti       | Comp            | Pres            | Reti            | Comp               | Pres               | Reti               | Comp        | Pres        | Reti        | Pres   | Reti   |        |
| --------------- | --------------- | --------------- | ---------- | ---------- | --------------- | --------------- | --------------- | ------------------ | ------------------ | ------------------ | ----------- | ----------- | ----------- | ------ | ------ | ------ |
| 2017-2018       | Lierse          | D2              | 2          | -4         | CB              | 0               | 0               | -                  | -                  | -                  | -           | -           | -           | 2      | -4     |        |
| 2018-2019       | Gent            | D1              | 0          | 0          | CB              | 0               | 0               | -                  | -                  | -                  | -           | -           | -           | 0      | 0      |        |
| 2019-2020       | Gent            | D1              | 0          | 0          | CB              | 0               | 0               | -                  | -                  | -                  | -           | -           | -           | 0      | 0      |        |
| 2020-2021       | Lommel          | D2              | 0          | 0          | CB              | 1               | -2              | -                  | -                  | -                  | -           | -           | -           | 1      | -2     |        |
| 2021-2022       | Lommel          | D2              | 10         | -7         | CB              | 1               | -2              | -                  | -                  | -                  | -           | -           | -           | 11     | -9     |        |
| 2022-2023       | Lommel          | D2              | 18         | -28        | CB              | 1               | 0               | -                  | -                  | -                  | -           | -           | -           | 19     | -28    |        |
| 2023-2024       | Lommel          | D2              | 32         | -32        | CB              | 1               | -2              | -                  | -                  | -                  | -           | -           | -           | 33     | -34    |        |
| 2024-2025       | Go Ahead Eagles | ED              | 4          | -3         | CO              | 1               | -1              | -                  | -                  | -                  | -           | -           | -           | 5      | -4     |        |
| Totale carriera | Totale carriera | Totale carriera | 66         | -74        |                 | 5               | -7              |                    | -                  | -                  |             | -           | -           | 71     | -81    |        |

## Palmarès

### Club

#### Competizioni nazionali
- Coppa dei Paesi Bassi: 1

Go Ahead Eagles: 2024-2025